# Качкалда Микола Миколайович
Мико́ла Микола́йович Качкалда (19 грудня 1972 — 29 січня 2015) — сержант, механік-водій танка 44-ї окремої артилерійської бригади Збройних Сил України, учасник російсько-української війни.

## Обставини загибелі
28 січня 2015-го бійці висувалися на вогневі позиції бойовою машиною 9П149 «Штурм». Зник безвісти в часі виконання бойового завдання поблизу Вуглегірська — прорвалися російські танки, із старшим лейтенантом Василем Барановським виїхали танком на вогневу позицію та вели бій з наступаючими терористами. В ході бою танк було підбито, він загорівся.
Вважається зниклим безвісти, однак нагороджений посмертно — останки тіла лишилися на окупованій території. Нагороду в травні 2016-го отримали батьки.
Його син — Єгор Качкалда, зазнав поранень у бою, також нагороджений орденом «За мужність».

## Нагороди та вшанування
- Указом Президента України № 311/2015 від 4 червня 2015 року, «за особисту мужність і високий професіоналізм, виявлені у захисті державного суверенітету та територіальної цілісності України, вірність військовій присязі», нагороджений орденом «За мужність» III ступеня (посмертно)[1].
- Вшановується в меморіальному комплексі «Зала пам'яті», в щоденному ранковому церемоніалі 29 січня[2][3].